# مطار خوست
مطار خوست ((بالبشتوية: د خوست هوايي ډګر) (بالإنجليزية: Khost Airport)) (إياتا: KHT، إيكاو: OAKS) يقع بجوار مدينة خوست في شرق أفغانستان. تم استخدامه تاريخيًا للأغراض العسكرية فقط ولكن في السنوات الأخيرة تم تطويره وتوسيعه لاستخدامه أيضًا في الرحلات الجوية التجارية.
سيعرف المطار باسم مطار خوست الدولي في المستقبل القريب. وسيخدم أهالي اللويا بكتيا ومنطقة وزيرستان في مقاطعة خيبر بختونخوا المجاورة في باكستان.

## شركات الطيران والوجهات
اعتبارًا من أكتوبر 2019، حددت شركة طيران كيم أول رحلة داخلية لها من كابول الي مطار خوست.
تجري الرحلات الأسبوعية برحلة من كابولا لي خوست كل يوم خميس. تبدأ الأسعار من 65 دولارًا ذهابًا أو إيابًا.

## التاريخ
تم توسيع المطار من قبل الاتحاد السوفيتي خلال الحرب السوفيتية الأفغانية في الثمانينيات. ثم تم توسيعه بشكل أكبر خلال الحرب التي قادتها الولايات المتحدة. قامت الولايات المتحدة ببناء قاعدة عسكرية هناك تعرف باسم قاعدة العمليات الأمامية تشابمان .
تم الإبلاغ عن ثلاث حوادث كبرى ، جميعها تم خلال قتال المجاهدين في الثمانينيات، وشملت طائرات أنتونوف أن -26 روسية الصنع.
في ديسمبر 2009، قُتل سبعة من موظفي وكالة المخابرات المركزية في هجوم انتحاري في قاعدة العمليات المتقدمة تشابمان (بالإنجليزية: FOB Chapman). وكان الانتحاري الأردني همام بلعاوي يرتدي سترة ناسفة وفجر نفسه في القاعدة، مما أسفر عن مقتل قائد القاعدة وعملاء وكالة المخابرات المركزية والمتعاقدين المدنيين.
بدأ العمل على تحسين مطار خوست في أواخر عام 2011. حيث سُمح للمسافرين المدنيين بين خوست وكابول باستخدام مطار سهرا باغ التابع لحلف الناتو حتى اكتمال مطار خوست. سيصبح المطار دوليًا في المستقبل القريب، حيث سينقل الركاب من وإلى دبي.

## روابط خارجية
- تفويض التقييم «تجاوز» عقد مطار خوست ( Pajhwok Afghanistan News ، 27 شباط / فبراير 2019).
- President Ghani inaugurated a number of projects in Khost على يوتيوب ، 9 أبريل 2018 ، Zhman TV .
- Khost Airport على يوتيوب ، 26 نوفمبر 2017 ، بي بي سي الباشتو .
- معلومات المستخدم
- سجل المطار لمطار خوست نسخة محفوظة 3 مارس 2016 على موقع واي باك مشين. في Landings.com.